# Jiří Kanzelsberger
Jiří Kanzelsberger (* 14. Mai 1927; † 24. Mai 2017) arbeitete für das ZDF. Er besorgte in den 1970er-Jahren die musikalische Aufbereitung der von Fred Strittmatter und Quirin Amper Jr. komponierten Musik in den Serien Väter der Klamotte, Männer ohne Nerven und Western von gestern.